# Астрід Ободритська
Астрід Ободритська, Астрід Мекленбурзька (давньосканд. Astrid; швед. Estrid; близько 979 р. —1035 р.) — дочка князя ободритів Мечеслава III (919—999 рр.), дружина короля Швеції (1000—1022 рр.) Олафа Шетконунга, мати шведського короля Анунда Якоба і великої княгині Київської Інгігерди.
Згідно з легендою, Астрід потрапила до Швеції як військовий трофей із Західної Померанії. Вважається, що її батько, вождь племені полабських ободритів, віддав її в шлюб з Олафом як закріплення мирного договору. Хоча сумнівно, щоб Олаф одружився з дочкою простого вождя, враховуючи монарші традиції та закони. Адже короля могла народити тільки носійка владичої крові дійсно пануючого державного діяча, а отже, її батьком міг бути тільки справжній князь ободритів. Ймовірно, за нею був багатий посаг, бо в сучасній їй Швеції відбувся підйом слов'янського впливу, насамперед серед ремісників.
Наложниця Олафа Шетконунга Едла була родом з тієї ж частини Європи, що і Астрід, яка ймовірно потрапила до Швеції аналогічним чином. Король ставився до Астрід і Едли однаково, а його син й дві дочки від Едли отримували ту ж шану, що і діти від Естрід, хоча офіційно він був одружений лише з Естрід і королевою була Естрід. Сноррі Стурлусон писав, що Естрід погано ставилася до дітей Едли (Емунда, Астрід і Гольмфріди), і тому Емунд був відісланий до Вендланду (Померанія) до родичів Едли, які його й виховали. Крім цього свідоцтва і згадки у того ж Сноррі про те, що Естрід любила помпезність і розкіш й була вимоглива до обслуги, про її особистість і характер нічого невідомо.
Естрід прийняла хрещення у 1008 році разом з чоловіком, дітьми та багатьма представниками шведського дворянства. Прийнявши християнство, Олаф продовжував дотримуватися у політиці свободи віросповідання для власної країни. Але Швеція стала християнською державою тільки після релігійної війни між Інге I Старшим і Свеном I у 1084—1088 роках.

## Родина
Чоловік — Улоф III Шетконунг
Діти:
- Інгігерда Шведська (близько 1001—1054 рр.) — на Русі іменована як Ірина (в монашестві Ганна), дружина Ярослава Мудрого[5].
- Анунд III Якоб (коло 1010—1050 рр.) — король Швеції, спадкоємець Улофа III Шетконунга по 1022 році.